# 枯草杆菌蛋白酶
枯草杆菌蛋白酶（英語：Subtilisin），一种蛋白酶，最早从枯草桿菌中得到。属于枯草杆菌酶（subtilase）类，通过活性位点丝氨酸残基对肽键的亲核进攻而造成蛋白质的水解。典型的分子量为2万至4.5万道尔顿，除可从枯草杆菌中获得外，还可从解淀粉芽孢杆菌（Bacillus amyloliquefaciens）等土壤细菌中获得。许多芽孢桿菌屬细菌均可大量分泌枯草杆菌蛋白酶。